# 서양의 고대 음악
서양의 고대음악에 관한 문헌이나 악보는 거의 남아 있지 않으므로 발굴된 악기 또는 회화, 조각 등에서 그 양상을 추정할 수밖에 없다. 기원전 3000-4000년경 세계 4대 문명 발상지 중에서도 가장 오래된 메소포타미아와 이집트에서 우선 고대음악의 기원을 찾아볼 수 있다. 그리고 티그리스강, 유프라테스강과 나일강 유역의 고대 오리엔트 여러 나라로부터 그리스로 전해져 음악은 고도로 예술화되고 체계화된 이론마저 남기게 되었다. 악기로는 하프, 리라, 쌍관(雙管) 오보에, 북 등이 각 지역에서 사용되었으며, 음악은 축제제례(祝祭祭禮)나 종교 등 국가행사와 결부되어 발전함에 따라 직업적 음악가가 나타나고, 윤리적 목적을 위해서만이 아니라 단순한 오락으로서도 발전하기에 이르렀다.
메소포타미아는 기원전 3500년경 수메르 사람의 우르 제1왕조시대에 음악이 제례(祭禮)에 쓰여져, 이미 하프나 리라, 류트(현악기) 등 많은 악기가 있었다. 그 후 고대 바빌로니아, 카시트조(朝), 아시리아, 신(新)바빌로니아에 계승되어 더욱더 발전하였다. 그리고 호른, 트럼펫, 딱다기 외에도 대표적인 현악기로는 하프가 나타나, 그것이 특히 아시리아에서 쓰였음은 조각으로도 추정할 수 있다.
이스라엘은 기원전 1050년경을 경계로 하여 유목시대와 왕정시대로 나뉘는데, 유목시대에는 킹노르(현악기), 토프(큰북의 일종), 쇼파(양의 뿔로 만든 피리) 등의 악기가 있었다. 그리고 다윗이나 솔로몬의 왕정시대에는 직업적인 음악가가 나타나 유대교의 회당을 중심으로 교회음악이 성행하였고, 네베르(현악기), 아소르(관악기), 하리드(관악기) 등의 악기가 노래의 반주에 쓰였다.
이집트 음악은 고왕조, 중왕조의 전반기에는 힉소스 사람의 침입 등에 의한 근동(近東), 아시아의 영향을 받아 피리, 하프, 복관 클라리넷과 궁형 하프로 이루어지는 기악합주나 성악이 성행하고 있었다. 신왕조로부터 누비아, 사이트 시대까지에는 북, 오보에, 트럼펫, 퓨트 등의 악기가 추가되어 이집트의 독특한 색채를 지닌 음악으로 변하여 갔다.
그리스 음악의 특징으로는 음악이 시나 무용, 연기 등과 깊은 유대를 가지고 있었다는 점, 음악이 예배나 제전 등을 통하여 국가적 행사와 밀접한 관련을 맺고 있었다는 점, 그리고 음악에 관한 학문적 연구가 비로소 체계적으로 거론되었다는 점 등을 들 수 있겠다. 그리스음악의 역사는 스파르타에서 기원전 7세기 이후에 시작되는데, 이 시대는 이집트, 크레타의 영향을 강하게 받아 키타라(cithara)를 연주하는 테르판드로스나 아울로스(aulos)를 취주하는 사카다스, 그 밖에 탈레다스 등의 이름이 남아 있다. 그 후 아티카의 아테네로 문화의 중심이 옮겨져 거기서 극음악이 발생하였다. 디오니소스의 봄의 제전(祭典)인 디튜란보스에서 비극이 발생하였으며, 기원전 5세기에는 그리스 비극의 3대 시인이라고 하는 아이스킬로스, 소포클레스, 에우리피데스가 나왔다. 또한 희극의 대표적 작가로는 아리스토파네스를 들 수 있으며, 사포, 아나클레온, 핀다로스의 서정시도 음악적으로 낭창(郎唱)되었다.

## 음악의 기원
음악이 역사상 언제쯤부터 어떻게 하여 발생하였는가에 대해서는 뚜렷하게 밝힐 수 없다. 그러나 현재로서는 대략 5만년으로부터 1만년쯤 전의 제4빙하시대(또는 후기 구석기시대)경에 발생한 것으로 추정되고 있다. 

## 메소포타미아 음악
기원전 4000년경에 동기시대(銅器時代)가 시작되고, 기원전 3500년경 수메르 사람의 국가가 형성되어 우르 제1왕조를 세웠다. 이 무렵에는 제례를 중심으로 음악이 성행하였으며, 리라, 하프, 류트, 그 외 복관의 리드 악기, 시스토름 등이 있었으나, 이윽고 셈족의 고대 바빌로니아로부터 다음의 카시트조나 앗시리아, 그리고 신바빌로니아에 이르기까지 메소포타미아의 음악은 독자적인 발전을 이룩하여 왔다. 새로운 악기로는 호른, 트럼펫, 딱다기, 시스토름 외에 하프가 현악기 가운데에서 매우 발달하였음을 볼 수 있다.

## 이스라엘 음악
기원전 1000년 이전의 유목시대의 악기로서는 킨노르(현악기), 토프(큰북의 일종), 쇼파(양의 뿔로 만든 피리) 등이 있었고, 농경작업과 관련하여 상호창(相互唱)의 형식이 왕궁에서 연주되었으며, 한편으로는 유태교의 교회 안에서 종교음악이 성행하여 많은 종교음악가가 특별히 양성되었다. 새로운 악기로는 네베르(현악기), 아소르(관악기), 하리르(관악기) 등이 민요의 반주에도 사용되었다.

### 안티포나·레스폰소리움
초기 기독교의 예배에서는 시편 또는 성서에 바탕을 둔 노래(칸티쿰)의 전후를 2개의 합창으로 노래하는 경우 이것을 교창이라 하였다. 또 응창은 독창으로 부르는 시편의 구(句)에 대하여 합창으로 답하는 리플레인을 말한다. 이러한 뜻에서의 교창이나 응창은 원래 유대의 성악형식이었으나, 후에 초기 기독 교회에 이입(移入)되어 발전하였다.

## 고대 이집트 음악
고대 이집트 문명은 고왕조, 중왕조(中王朝), 신왕조(新王朝), 누비아 및 사이트 왕조시대로 나뉜다. 고왕조와 중왕조를 포함한 전반기(기원전 33-16세기)에는 딱다기, 갈대의 피리, 복관 클라리넷, 하프 등의 악기가 있었으며, 성악과 무용도 있었다. 합창할 때에는 멜로디의 움직임을 손으로 표현하는 카이로노미라고 하는 지휘법이 쓰였다. 신왕조에서 사이트 시대까지의 후반기(기원전 16-6세기)에는 신왕조시대에 메소포타미아를 정복하고 거기에서 궁형(弓型) 하프와 리라, 류트, 오보에, 북, 트럼펫 등 새로운 악기를 가져왔다. 그 뒤 이집트의 독자적인 색채가 명확해졌고, 대형 하프나 리라가 많이 쓰였으며, 음계는 7음 음계였다고 한다.

## 그리스 음악
고대 그리스에서 '무지케'란 말은 음악을 중심으로 시, 무용, 연기 등을 포함한 종합적인 예술을 뜻하였다. 음악은 예배나 제례 등의 경우를 통하여 생활과 밀접하게 결부되었으며, 국가의 청년층을 도덕적으로 육성하기 위한 수단으로 사용되어 왔다. 또한 피타고라스나 아리스토텔레스, 플라톤 등에 의해서 음악의 학문적 연구가 처음으로 시도되었다는 점 등에 특색이 있다. 플라톤의 제자인 아리스토텔레스(384-322)는 플라톤처럼 음악의 윤리적 효과까지 논하고 있으나 동시에 음악을 오락의 대상으로서도 인정하고 있었다. 그리스 음악의 전설 가운데에서 오르페우스나 아폴론 등의 전설은 유명하지만, 도시국가에서 국가의 보호를 받아 음악이 생활 속에 들어온 것은 기원전 7세기 초의 스파르타에서였다. 이 시기의 음악가로서 이름이 남아 있는 사람은 키타라라고 하는 현악기의 반주가 따르는 노래를 불러 제전(祭典)에서 상을 받았다고 하는 텔판드로스(BC 675년경)나, 관악기 아울로스로 반주를 하는 노래와 연주에 뛰어났다는 사카다스(기원전 586년경), 아폴론에 대한 송가(頌歌) <파이안>의 작자로 유명한 탈레타스, 크세노다모스 등을 들 수 있다. 그 뒤 아테네로 문화의 중심이 옮겨져(기원전 6-4세기) 극음악이 발달하였다. 이 시대의 극음악은 종합예술로서 123명으로 구성된 코러스가 노래와 춤을 담당하여 개막(프롤로고스), 입장의 노래(파라도스)로 시작하여 퇴장의 노래(엑소도스)로 끝났다고 한다. 또한 극음악 외에는 사포, 아나클레온 등의 서정시가 음악적으로 낭창되었다. 이윽고 이와 같은 그리스 음악의 융성은 차차로 쇠퇴하여 기원전 2세기경에는 소멸하고 말았다. 그리스 음악에 대하여 현존하는 자료는 극히 적으나, 델포이에서 발견된 2개의 아폴로의 찬가(기원전 2세기 후반경), 세이길로스의 노래(기원전 2세기 또는 1세기), 크레타의 시인 메소메데스의 작품이라고 하는 뮤즈, 헬리오스, 네메시스에게 바친 찬가(2세기) 등이 있다. 한편 사용됐던 악기로는 리라, 포르밍크스, 키타라, 하프, 복관 오보에인 아울로스, 파이프를 가로로 연결한 시링크스 등이 있었다.

### 에토스론
그리스 사람들은 음악이 각각 고유의 성격을 지니고 인간의 의지에 감화를 미치는 것이라 하여 음악을 그들 사회의 도덕상의 기초로 간주하고 있었다. 그리고 아울로스의 연주를 익히고, 합창에 가담하는 것을 교육상으로 의무화하고 있었다. 플라톤의 <국가편> 제3권에는, 예컨대 도리아조(調)는 남성적이며 강한 성격을 가졌고, 프리지아조는 열정적, 리디아조는 여성적, 믹소리디아조는 비애적이라는 식으로 각 선법(旋法)에 따른 윤리적 특성을 구별하고 있었다.

### 코러스
그리스 연극에서, 오르케스트라라고 불리는 원형극장의 중심에 위치하여 유절형식(有節形式)의 비교적 단순한 선율의 노래와 춤을 혼합시키면서 연기와 음악의 중심적 역할을 한 것을 코러스라고 부른다.

### 피타고라스

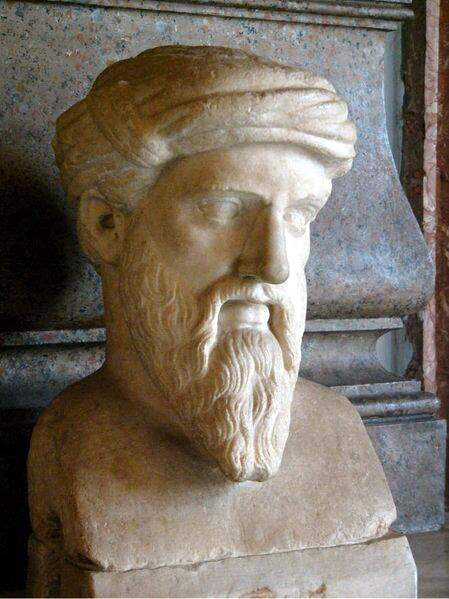
피타고라스

피타고라스(Pythagoras, 기원전 582년경-500년경)는 고대 그리스의 철학자이며, 음향학자이기도 했다. 그는 영혼의 정화(카타르시스)가 음악의 목적이라는 설을 주장하고 음의 협화를 현의 길이의 비례로 설명한 것으로도 유명하다. 그러나 자기 자신은 저작을 남기지 않았으며, 이른바 피타고라스 학파의 사람들에 의해서 이러한 이론이 후세에 전해졌다. 또한 순정5도(純正五度)를 반복하여 겹친 음률을 피타고라스의 음계라고 한다.

### 4음음계
그리스의 음악이론으로는 테트라코드(tetrachode)가 음의 조직을 체계화하는 기본적인 단위로 되어 있다. 그 분할 방법에 의하여 반음과 2개의 온음으로 되는 온음계적(全音階的) 테트라코드, 2개의 연속되는 반음과 1개의 단3도 음정으로 되는 반음계적 테트라코드, 2개의 연속되는 4분음과 장3도 음정으로 되는 엔하모닉 테트라코드의 세 가지 종류가 있다. 그것을 겹치는 방법으로는 2개의 테트라코드를 1개의 공통음으로 잇는 콘정크트와 1온음의 간격을 두고 잇는 디스정크트의 두 종류가 있다.

### 5음음계
5음음계 가운데에서도 가장 많이 쓰이는 것은 3개의 온음정과 2개의 단3도 음정으로 이루어진 온음계적 5음음계와, 반음정을 포함하는 반음적 5음음계 및 자바의 스렌드로 음계처럼 온음정이나 반음정에 의하지 않는 것도 있다. 5음음계는 한국, 중국, 일본, 인도 등 동양에 특징적이나, 이 밖에도 아프리카, 아메리카 인디언, 스코틀랜드, 아일랜드 등에서도 볼 수 있다.

### 그리스 선법
그리스 선법은 테트라코드(4음음계)를 기본으로 하여 설명되며 노래를 부름에 따라 음계가 내려가는 점이 흥미롭다.

## 고대 로마 음악
기원전 6세기 말에 왕정(王政)을 폐지하고 공화정치(共和政治)를 수립한 로마는 서양 고대의 모든 요소를 통합하였다고 할 수 있겠으나 문화적으로는 그리스 문화를 계승하였음에 불과하며, 음악도 역시 그리스의 전통에 강하게 의존하고 있다. 그리고 당시의 음악작품이나 음악에 관한 기록도 잔존하지 않았으므로, 그 음악의 상세한 내용에 관해서는 아직도 알려지지 않고 있다. 그리스의 아울로스에 해당하는 티비아라는 관악기가 독창의 반주 등에 흔히 쓰였으며, 네로 황제도 키타라의 명수였다고 한다. 또 로마에서는 고도의 기교를 지닌 명인예(名人藝)가 존중되어 극장 흥행물에도 대규모로 편성된 합창이나 관현악이 채택되어 있었던 듯하다.